# DHV – Die Berufsgewerkschaft
DHV – Die Berufsgewerkschaft mit Sitz in Hamburg ist eine nicht tariffähige Gewerkschaft im Christlichen Gewerkschaftsbund (CGB). Vorsitzender ist Henning Röders. Die DHV organisiert ca. 60.000 Mitglieder (Stand 2025) in kaufmännischen und verwaltenden Berufen schwerpunktmäßig in den Branchen Handel, Banken, Versicherungen, gesetzliche Krankenversicherung und Gesundheitswesen. Im Mai 2020 sprach ihr das Landesarbeitsgericht Hamburg die Tariffähigkeit ab.

## Selbstverständnis
Die DHV ist eine christliche Gewerkschaft und sieht sich als Mitglied des Christlichen Gewerkschaftsbundes Deutschlands den Grundprinzipien der christlichen Soziallehre verpflichtet:
- Personalität (Menschenbild der unantastbaren Würde eines jeden Menschen),
- Solidarität (Sozialprinzip des mitmenschlichen Zusammenhalts) und
- Subsidiarität (Sozialprinzip der Verantwortlichkeit und Selbsthilfe der kleineren gesellschaftlichen Einheiten, beginnend bei der Familie).

## Geschichte

### Von der Gründung 1893 bis 1933
Am 7. September 1893 wurde in Hamburg von Gehilfen, die zuvor dem ständisch organisierten „Verein für Handlungscommis“ angehörten, der „Deutsche Handlungsgehilfenverband“ auf Basis der christlich-sozialen Idee gegründet. Zwei Jahre später nannte sich der Verband dann in Deutschnationaler Handlungsgehilfen-Verband (D.H.V) um. In den ursprünglichen Statuten war die Mitgliedschaft von Frauen und Juden ausgeschlossen.
Der D.H.V. erlebte in den Jahren ab seiner Gründung bis zu seiner Gleichschaltung im Jahr 1933 und Auflösung im Jahr 1935 einen starken Aufschwung. Bis 1898 wuchs er auf 18.277 Mitglieder, 1903 auf 50.216 und auf 148.079 im Jahr 1913. Nach dem Ersten Weltkrieg setzte sich das Mitgliederwachstum fort. Bis zum 1. Juli 1930 war der D.H.V. mit 401.000 Mitgliedern zum größten Angestelltenverband Europas aufgestiegen.
Der D.H.V. war an der Gründung mehrerer Wohlfahrtsorganisationen beteiligt. So wurde 1898 die „Deutschnationale Kranken- und Begräbniskasse“ ins Leben gerufen, die erstmals einen Krankenversicherungsschutz für die Handlungsgehilfen gewährte. Die D.H.V.-Kasse war einer der Gründungspfeiler der heutigen DAK-Gesundheit. 1913 gründete der D.H.V. die „Deutschnationale Versicherungs-A.G.“, deren späterer Name nach der Ausweitung auf Lebensversicherungen und andere Versicherungszweige ab 1925 Deutscher Ring lautete. Zur Versorgung der Angestellten mit bezahlbarem Wohnraum initiierte der D.H.V. 1918 die Gründung der Gemeinnützigen Aktiengesellschaft für Angestelltenheimstätten (GAGFAH), bei der der Verband bis 1933 mit über 80 % der Aktien Mehrheitsaktionär war.
Mit der Machtergreifung der Nationalsozialisten geriet der D.H.V. in das Visier der neuen Machthaber. Noch vor der Zerschlagung der sozialistischen Gewerkschaften am 2. Mai 1933 wurden führende Angehörige der Verwaltung, der Vorsitzende Hans Bechly und die Vorstandsmitglieder Karl Bott, Otto Thiel und Max Habermann am 9./10. April zum Rücktritt gezwungen. Habermann, einem überzeugten Gegner der Nationalsozialisten, wurde ein Hausverbot sowie D.H.V.-Mitgliedern gegenüber ein Kontaktverbot erteilt. Ziel der NSDAP-Aktion war die ideologische Gleichschaltung des D.H.V.
Nachfolger des Verbandsvorstehers Bechly wurde sein bisheriger Stellvertreter Hermann Miltzow. Miltzow, der zum Eintritt in die NSDAP genötigt worden war, wurde selbst am 30. Juni 1933 entlassen. Vollendet wurde die Gleichschaltung auf einem außerordentlichen Verbandstag am 14. Juli 1933. Dieser wurde unter satzungswidrigen Umständen und mit 14 ausgesuchten, NSDAP-linientreuen Mitgliedern durchgeführt. Dieser Verbandstag übernahm das nationalsozialistische Führerprinzip und strich die gewerkschaftlichen Aufgaben und Ziele. Die Fusion mit anderen Angestelltengewerkschaften zur „Deutsche Angestelltenschaft“ führte wenig später zum Aufgehen in der Deutschen Arbeitsfront.

### Seit der Wiedergründung 1950
Die Wiedergründung christlicher Gewerkschaften, die sich als weltanschaulich ausgerichteter Richtungsgewerkschaften mit einer berufsständischen Struktur verstanden, war erst 1949 nach dem Inkrafttreten des Grundgesetzes und der darin als Grundrecht verankerte Koalitionsfreiheit möglich.
Am 1. Oktober 1950 erfolgte die Gründungsversammlung in Hamburg, der wiedergegründete Verband gab sich den Namen „DHV Berufsverband der Kaufmannsgehilfen“. Auf dem 1. ordentlicher Verbandstag in Königswinter am 7. und 8. Juni 1952 erfolgte die Umbenennung in „DHV – Deutscher Handlungsgehilfen-Verband, Gewerkschaft der Kaufmannsgehilfen“. Der Verbandstag 1956 erweiterte Namen und Zuständigkeit dann auf „Deutscher Handels- und Industrieangestellten-Verband“ (DHV).
Der DHV gehörte zu den Gründungsgewerkschaften, die am 27. Juni 1959 in Mainz den Christlichen Gewerkschaftsbund Deutschlands (CGB) als Dachverband ins Leben riefen.
Nach der ersten freien Volkskammerwahl in der DDR am 18. März 1990 begann der DHV im Osten mit dem Aufbau eines christlichen ‚Deutschen Angestellten-Verbandes‘ (DAV), der nach der erwarteten Wiedervereinigung mit der DHV zusammengeschlossen werden sollte. Auf dem ersten Verbandstag nach der deutschen Wiedervereinigung 1990 in Oldenburg wurde die deutsche Einheit auch durch die Änderung der DHV-Satzung vollzogen.
Auf dem 18. Verbandstag 2006 in Saarbrücken nannte sich der DHV in „DHV-Die Berufsgewerkschaft e. V.“ um.

## Gliederung
Die DHV ist bundesweit tätig. Sie gliedert sich in neun Landesverbände, die zum Teil mehrere Länder umfassen. Hierzu gehören die Landesverbände
- Hamburg/Schleswig-Holstein
- Mitteldeutschland (Sachsen, Sachsen-Anhalt, Thüringen)
- Niedersachsen-Bremen
- Nordost (Berlin, Brandenburg, Mecklenburg-Vorpommern)
- Bayern
- Baden-Württemberg
- Hessen
- NRW
- Rheinland-Pfalz/Saar

Fachlich gliedert sich die Gewerkschaft in Betriebsgruppen und die Fachgruppen Banken, Ersatzkassen, Gesundheitswesen und Soziale Dienste, Handel sowie Privates Versicherungsgewerbe. Diese stellen die Tarifkommissionen und sind über die allgemeinen Vorgaben des DHV-Hauptvorstandes hinaus, für die tarifpolitische Arbeit zuständig.

## Tarifarbeit
Aus der Tradition der Angestelltengewerkschaft ist die DHV in den Branchen Handel, Banken, Versicherungen sowie in der Gesetzlichen Sozialversicherung und im Gesundheitswesen vertreten. Die DHV hat seit dem Jahre 1950 etwa 24.000 Tarifverträge abgeschlossen.
Die DHV schloss 1954 mit dem Arbeitgeberverband des privaten Bankgewerbes den ersten Flächentarifvertrag (West) für das private Bankgewerbe ab. Bis in die 2010er Jahre blieb DHV ununterbrochen Tarifpartner der Privatbanken.
Seit den 1960er-Jahren war die DHV Tarifpartner der Volks- und Raiffeisenbanken. Im Jahr 2008 brach der Arbeitgeberverband der Deutschen Volksbanken und Raiffeisenbanken (AVR) die Tarifverhandlungen mit verdi ab, seitdem führten die DHV und der Deutsche Bankangestellten-Verband (DBV) die Verhandlungen für rund 160.000 Beschäftigte der Volksbanken und Raiffeisenbanken. So konnte die DHV mit dem AVR im Jahr 2012 erstmals in einem Flächentarifvertrag einen Anspruch der Beschäftigten auf bezahlte Freistellung für die Durchführung von Gesundheitsvorsorgemaßnahmen durchsetzen.
Seit den 1950er Jahren war die DHV Tarifpartner von Arbeitgeberverbänden im Handel. Der älteste Tarifvertrag datiert aus dem Jahr 1956 und wurde im Groß- und Außenhandel Nordrhein-Westfalen abgeschlossen.
Seit den 1960er Jahren war die DHV Tarifpartner des Arbeitgeberverbandes der Versicherungsunternehmen in Deutschland. Im Jahr 2005 fand der Tarifabschluss der DHV mit der Sparkassenversicherung Sachsen bundesweit Beachtung.
Die DHV war von 1962 an Tarifpartner der Tarifgemeinschaft der Ersatzkassen. Dabei arbeitete die DHV mit den Gewerkschaften DAG und HBV bei den Ersatzkassentarifverhandlungen zusammen. Seit den Austritten von KKH, BARMER GEK und DAK-Gesundheit aus der Tarifgemeinschaft der Ersatzkassen führte die DHV Haustarifverhandlungen mit diesen drei Ersatzkassen.
Die DHV war Tarifpartner im Gesundheitswesen, zunächst über den Bundesangestelltentarifvertrag (BAT), seit den 2000er-Jahren in Haustarifverhandlungen, z. B. mit den Kliniken der Lielje-Gruppe, dem Deutschen Roten Kreuz (DRK) und der Arbeiterwohlfahrt.

## Aufsichtsratswahlen
Seit dem Inkrafttreten des Mitbestimmungsgesetzes ist die DHV in Aufsichtsräten großer Unternehmen (z. B. Metro-Konzern, Kaufhof, REWE, Hornbach Baumärkte, NÜRNBERGER Versicherungen, Gothaer Versicherungen, Talanx Versicherungen, Wüstenrot Bausparkasse, Wüstenrot & Württembergische AG, Württembergische Versicherung AG) vertreten. Die DHV erzielt bei den Aufsichtsratswahlen Wahlerfolge, wie jüngst 2016:
- REWE Deutscher Supermarkt AG & Co. KGaA am 31. Mai 2016: 72,5 %[9]
- Württembergische Versicherung am 12. Mai 2016: 43,7 %[10]
- NÜRNBERGER Lebensversicherung AG am 25. Februar 2016: 43,8 %[11]
- NÜRNBERGER Allgemeine Versicherung AG am 25. Februar 2016: 41,7 %

## Betriebsräte/Personalräte
Die DHV ist bundesweit in Unternehmen mit Betriebsräten und schwerpunktmäßig bei den Ersatzkassen mit Personalräten vertreten.
Bei der Betriebsratswahl 2014 bei der Wüstenrot Bausparkasse errang die DHV 9 von 17 Betriebsratssitzen und stellt den Betriebsrats- und Gesamtbetriebsratsvorsitzenden. Bei der Talanx AG ist mit Matthias Rickel ebenfalls ein DHV-Mitglied Gesamtbetriebsratsvorsitzender. Die DHV ist auch in weiteren Unternehmen in Gesamtbetriebsräten vertreten, z. B. im Metro- und REWE-Konzern.
Bei den Personalratswahlen der Krankenkassen DAK-Gesundheit, BARMER GEK und KKH erzielte die DHV folgende Ergebnisse bei den Wahlen zu den Hauptpersonalräten:
- DAK-Gesundheit: 13,72 %[13]
- KKH: 8 %[14]
- Barmer GEK: 5,67 %[15]

## Sozialversicherung
Die DHV nimmt seit ihrer Wiedergründung in den 1950er-Jahren an den Sozialwahlen teil und ist in Gremien der Sozialversicherungen tätig. DHV-Mitglieder engagieren sich als Mitglieder der Vertreterversammlungen und deren Ausschüssen sowie als Versichertenberater und Mitglieder in Widerspruchsausschüssen.

## Bund der Kaufmannsjugend im DHV
Die DHV-Jugendorganisation wurde 1904 gegründet. Im „Bund der Kaufmannsjugend im DHV“ sind alle Auszubildenden, Berufsanwärter (Schüler und Studenten) und Berufstätige, die das 27. Lebensjahr noch nicht vollendet haben. Ihre wichtigsten Aufgaben sind die Vermittlung gewerkschaftlichen Fachwissens sowie die Unterrichtung im Arbeits- und Sozialrecht. Die DHV-Jugend ist mit fünf weiteren Jugendverbänden im Arbeitskreis zentraler Jugendverbände (AzJ) zusammengeschlossen. Das Publikationsorgan des Bundes der Kaufmannsjugend sind die „Blätter für junge Kaufleute“, die 1920 erstmals erschienen sind.
In den 1920er-Jahren rief der Bund der Kaufmannsjugend den DHV-Berufswettkampf ins Leben, einen Leistungstest für Auszubildende in den kaufmännischen und verwaltenden Berufen. Der erste Berufswettkampf wurde 1925 mit Aufgaben aus den Bereichen Briefwechsel, Rechnen und Fremdsprachen sowie Aufsatz und Kurzschrift in Heidelberg durchgeführt. Nach der Wiedergründung 1950 wurde der DHV-Berufswettkampf wieder aufgenommen.

## Christlicher Gewerkschaftsbund Deutschlands
Seit 1959 ist die DHV als Gründungsmitglied Mitglied im Christlichen Gewerkschaftsbund Deutschlands (CGB), der als Dachverband der christlich-sozial orientierten Gewerkschaften agiert. Von 1964 bis 1969 stellte die DHV mit Paul Seiler den Vorsitzenden des CGB. Seit 2013 ist der DHV-Bundesvorsitzende Henning Röders stellvertretender Bundesvorsitzender. Der DHV-Ehrenvorsitzende Jörg Hebsacker ist kooptiertes Mitglied im CGB-Bundesvorstand.

## Mitgliedschaft in internationalen Organisationen
Über den CGB beteiligt sich die DHV auch an der Union Unabhängiger Gewerkschaften (Confédération Européenne des Syndicats Indépendants, CESI), der gewerkschaftliche Dachverbände auf europäischer Ebene zusammenschließt. Mit Jörg Hebsacker, von 1986 bis 2010 fünfter DHV-Vorsitzender nach dem Krieg, stellte die DHV von 1996 bis 2008 einen von acht Vizepräsidenten der CESI.
Auf der internationalen Ebene ist die DHV Mitglied der World Organisation of Workers (WOW), die ihre Gewerkschaftsarbeit auf sozial/religiös begründeten Werten aufbauen; in Europa auf der christlichen Soziallehre.

## Statusverfahren / Tarifunfähigkeit
Seit ihrer Gründung erfolgten gegen die DHV in arbeitsgerichtlichen Verfahren mehrere Klagen zur Tariffähigkeit konkurrierender Gewerkschaften.
Der erste rechtskräftige Beschluss des Arbeitsgerichtes Hamburg erfolgte am 10. Dezember 1956 (Az.: ArbG Hamburg: 2 BV 366/1956). Es folgte ein Verfahren vor dem Landesarbeitsgericht Hamburg (Az.: LArbG Hamburg: 5 TaBV 1/80), das durch die Zurückweisung des Bundesarbeitsgerichtes am 1. Februar 1983 rechtskräftig wurde (1 ABR 25/81). In einem dritten Verfahren wies das Arbeitsgericht Hamburg die Anträge der Antragsteller am 11. August 1992 zurück (Az.: ArbG Hamburg: 1 BV 8/92). Schließlich wurde in einem vierten Verfahren die Entscheidung des Landesarbeitsgerichtes Hamburg am 18. Februar 1997 die Tariffähigkeit der DHV bestätigt (Az.: LArbG Hamburg: 2 Ta BV 9/95).
Das Landesarbeitsgericht Hamburg bestätigte am 4. Mai 2016 vollumfänglich die Gewerkschaftseigenschaft und die Tariffähigkeit der DHV. (LArbG Hamburg: Az.: 5 TaBV 8/15). Das Bundesarbeitsgericht verwies im Juni 2018 die Entscheidung an das Landesarbeitsgericht Hamburg zurück. Der Senat könne auf der Grundlage der bisherigen Feststellungen über die Tariffähigkeit der DHV nicht abschließend befinden.
Das Landesarbeitsgericht sprach der DHV im Mai 2020 die Tariffähigkeit mit der Begründung des geringen Organisationsgrads ab. Sie verfüge nicht über das erforderliche Mindestmaß an Verhandlungsgewicht gegenüber dem sozialen Gegenspieler. Betrieben wurde das Verfahren von der IG Metall, von Ver.di, der NGG und den obersten Arbeitsbehörden der Länder Berlin und Nordrhein-Westfalen. Die Entscheidung wurde vor dem Bundesarbeitsgericht angefochten (Az.: LArbG Hamburg: 5 TaBV 15/18). Das Bundesarbeitsgericht wies am 22. Juni 2021 das Beschwerdeverfahren ab, so dass die Entscheidung zur Tarifunfähigkeit der DHV rechtskräftig ist. Die hiergegen gerichtete Verfassungsbeschwerde nahm das Bundesverfassungsgericht nicht zur Entscheidung an.